# 水谷百輔
水谷 百輔（みずたに ももすけ、1986年1月24日 - ）は、日本の元俳優。神奈川県出身。身長175cm。オフィスジュニアに所属していた。

## 人物
2002年、第15回ジュノン・スーパーボーイ・コンテストへの出場をきっかけにデビュー。
趣味・特技はギター・スノーボード・料理・サッカー。
自身の30歳の誕生日に俳優を辞め芸能界を引退することを発表した。現在は演技トレーナーとして活動中。

## 出演

### テレビドラマ
- 夢みる葡萄 第8話（2003年11月、NHK）
- ひまわり〜桶川女子大生ストーカー殺人事件〜（2003年12月13日、テレビ朝日） - 猪野春樹 役
- ホットマン2（2004年10月7日 - 12月23日、TBS） - 江崎 役
- ディビジョン1 ステージ8『放課後。』（2004年11月 - 12月、フジテレビ） - 結城修平 役
- 宿命（2004年12月26日、WOWOW） - 和倉勇作（少年時代） 役
- ごくせん 第2シリーズ（2005年1月 - 3月、日本テレビ） - 大森百輔 役
- 曲がり角の彼女 第4話（2005年5月、フジテレビ） - 柴田ゆうすけ 役
- ドラゴン桜（2005年7月 - 9月、TBS） - 奥野次郎 役
- 1リットルの涙（2005年10月 - 12月、フジテレビ） - 恩田耕平 役
- 夜王（2006年1月 - 3月、TBS） - 勇作 役
- アース・クエイク 平成18年春・東京大震災（2006年4月3日、日本テレビ） - 松村一樹 役
- 美しい罠（2006年7月 - 9月、東海テレビ） - 永井草太 役
- くうねるところすむところ〜恋するニッカボッカ・ガール〜（2007年4月10日、フジテレビ） - 岩田聡 役
- 大河ドラマ（NHK）
  - 篤姫（2008年） - 西郷従道 役
- Cafe吉祥寺で（2008年9月 - 12月、テレビ東京） - 大久保真希 役
- 仮面ライダーディケイド 第6話・第7話（2009年3月、テレビ朝日） - 辰巳シンジ 役
- ママはニューハーフ 第8週 - （2009年6月、テレビ東京） - 田中秀直 役
- 行列48時間（2009年10月 - 11月、NHK） - 洋太郎 役
- 相棒 Season 9 第3話「最後のアトリエ」（2010年11月、テレビ朝日） - 有吉比登治 役
- 私が初めて創ったドラマ 父、帰る。（2011年2月、NHK BShi） - ササキ 役
- アスコーマーチ〜明日香工業高校物語〜 第1話（2011年4月、テレビ朝日） - 毅 役
- 水戸黄門第43部 第8話「狙われたもてなしの宿 -浜松-」（2011年8月、TBS） - 仙太 役
- 新・警視庁捜査一課9係 第6シリーズ 第9話（2011年8月、テレビ朝日） - 神崎翔 役
- 所轄刑事6（2011年10月、フジテレビ） - 円城寺祐介 役
- 戦国★男士 第19話・第20話（2012年2月、テレビ神奈川 ほか） - 今川義元 役
- 深夜の用心棒 第4話（2013年4月、チバテレビ） - 陣内 役

### 映画
- NANA（2005年） - 藤枝直樹（ナオキ） 役
  - NANA2（2006年） - 藤枝直樹（ナオキ） 役
- ごくせん THE MOVIE（2009年） - 大森百輔 役
- 仮面ライダー×仮面ライダー W&ディケイド MOVIE大戦2010（2009年） - 辰巳シンジ 役 （友情出演）

### オリジナルビデオ
- 湾岸フルスロットル / 湾岸フルスロットル2（2008年） - 主演・堂上駿 役
- あにき / あにき 第二章（2010年）
- 悪と呼ばれた男（2011年）
- 中京統一戦線（2012年）
- 不良少年 3,000人の総番（2012年）
- 汚れた紋章（2013年）
- 新・喧嘩高校軍団 義士高vs.民族高（2013年）

### 舞台
- 紫式部ものがたり（2006年12月、日生劇場） - 藤原惟規 役
- MIKOSHI〜美しい故郷〜（2007年2月、東京グローブ座/大阪厚生年金会館芸術ホール）
- SOHJI（2008年1月、本多劇場） - 土方歳三 役
- オサエロ（2008年5月、全労済ホールスペース・ゼロ） - 主演・中原修 役
- ハナウタ日和（2009年5月 - 6月、シアター711） - 主演
- 花の元禄後始末 -紀伊国屋文左衛門の妻-（2009年8月、三越劇場）
- シブヤ×アキバ〜カノジョはボクの青い鳥〜（2010年5月/8月 - 9月、シアターグリーン/シアターサンモール） - 主演・リキト 役
- メンズ校（2010年8月、博品館劇場） - 主演・牧主税 役
- トリリオンモンスター（2011年1月、萬劇場） - 主演
- 美人税（2011年9月、スタジオモモンガ）
- 新撰組異聞PEACE MAKER（2012年4月、シアターGロッソ） - 藤堂平助 役
- Live in toRAIN No.A-h（2013年2月、シアターモリエール） - カゲ 役
- 人狼 ザ・ライブプレイングシアター×吸血鬼〜渇愛の宴〜（2013年6月、吉祥寺シアター） - 吸血鬼・ユーリ 役
- 土方は二度死ぬ（2013年7月、ザムザ阿佐ヶ谷） - 酒井惣介 役
- Moonlight Rambler〜月夜の散歩人〜（2013年7月 - 8月、俳優座劇場/きゅりあん小ホール） - ベルナール 役

### CM
- ベネッセコーポレーション「進研ゼミ高校講座」
- 山崎製パン「超芳醇」（2005年）

### PV
- Unlimited「Opening」（2009年）
- JUJU「桜雨」（2010年）